# Stefano Zamagni

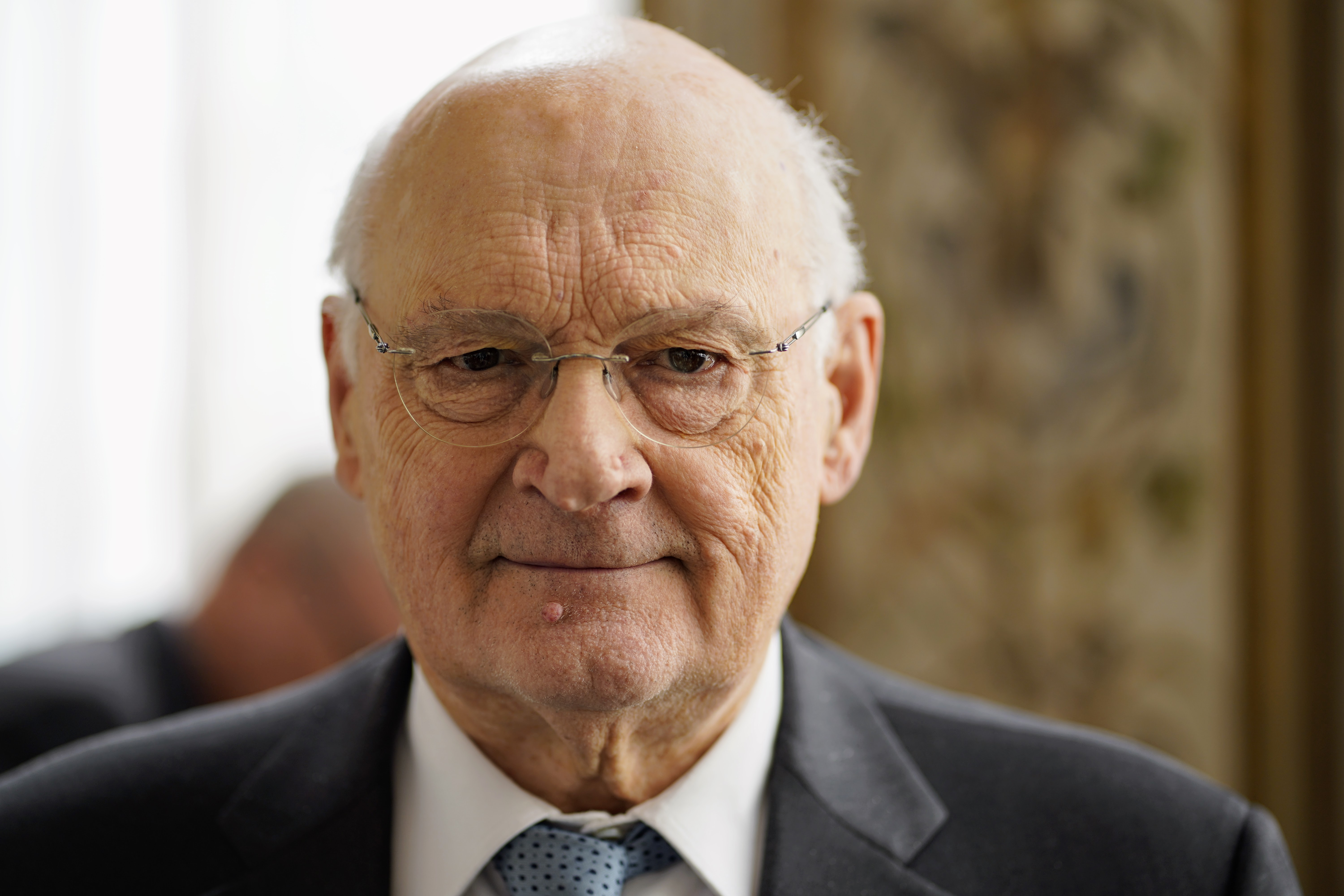
Stefano Zamagni, 7 febbraio 2020

Stefano Zamagni (Rimini, 4 gennaio 1943) è un economista italiano, ex presidente dell'Agenzia per il terzo settore. Dal 27 marzo 2019 al 31 marzo 2023 è stato presidente della Pontificia accademia delle scienze sociali.

## Biografia
Negli anni giovanili fa parte della GIAC della diocesi di Rimini collaborando con don Oreste Benzi al suo progetto educativo fra i pre-adolescenti.
Si laurea nel 1966 in economia e commercio presso Università Cattolica del Sacro Cuore di Milano con votazione 109/110, dopo aver vinto una borsa di studio per il Collegio Augustinianum. Si specializza nel 1973 presso il Linacre College dell'Università di Oxford. Tornato in Italia, inizia ad insegnare presso l'Università degli Studi di Parma, ottenendo poi nel 1979 l'ordinariato di Economia politica all'Università di Bologna. Due anni prima aveva iniziato ad insegnare "International Trade Theory", "Microeconomics", "Quantitative Methods for Economics" e "Public Sector Economics" alla Johns Hopkins University, Bologna Center, dove a tutt'oggi è Adjunct Professor of International Political Economy, e di cui è vice-direttore. Collabora con il Social Trends Institute (New York-Barcellona) nella riunione di esperti "Family Policies in Western Countries", tenutasi a Roma nell'aprile 2004.

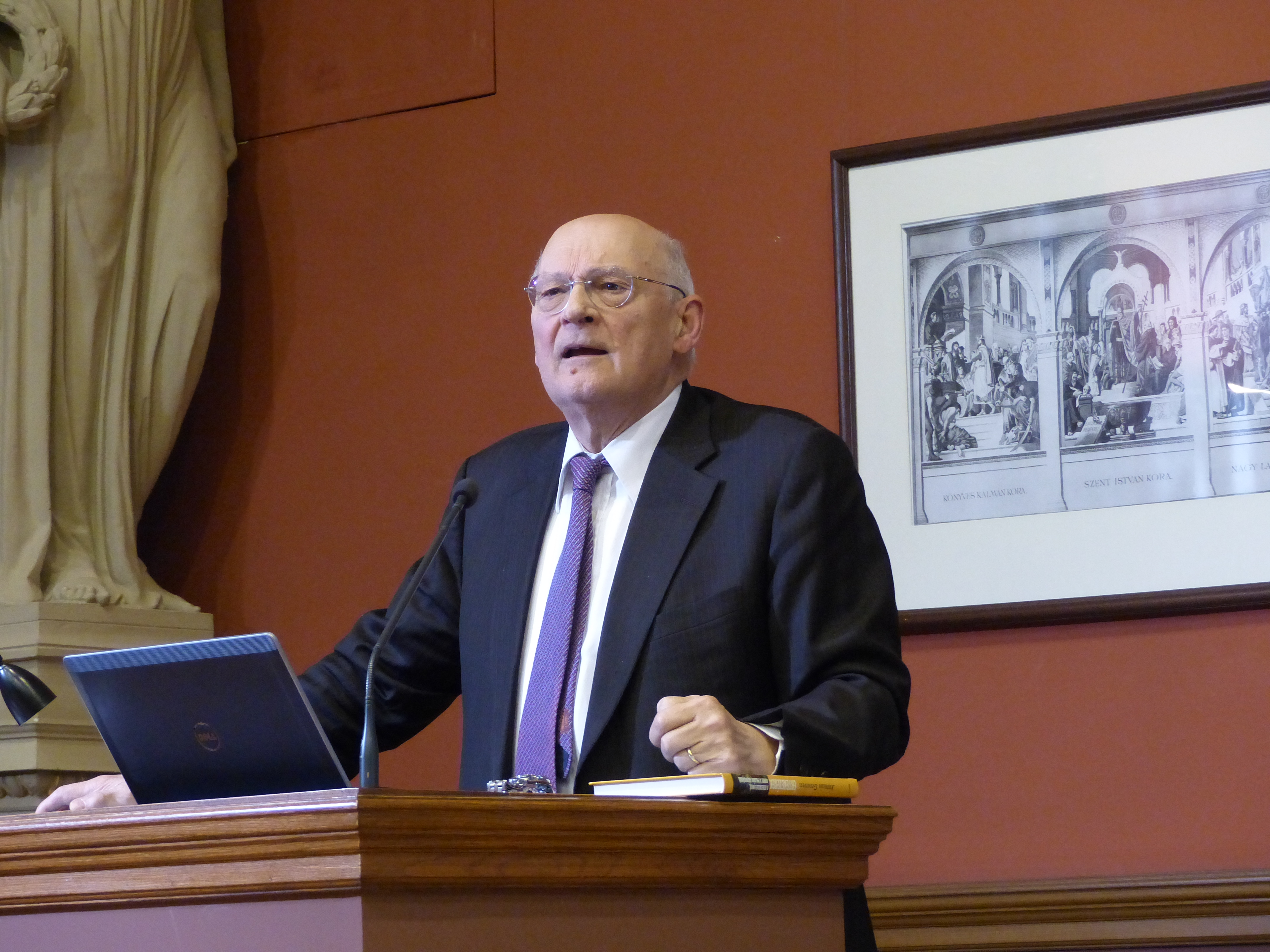
Stefano Zamagni

Dal 1985 al 2007 insegna storia dell'analisi economica alla Bocconi di Milano, mentre negli anni lavora anche per la Scuola superiore della pubblica amministrazione, sede di Bologna.
Per l'Università di Bologna ricopre numerosi ruoli, tra cui la presidenza della Facoltà di economia, impegnandosi negli anni soprattutto negli studi sul mondo del no profit, arrivando all'attivazione di uno specifico corso di laurea ("Economia delle imprese cooperative e delle organizzazioni non profit").
Dal 2001 è presidente della commissione scientifica di AICCON (Associazione italiana per la promozione della cultura della cooperazione e del non profit) e tra gli ideatori delle Giornate di Bertinoro per l'economia civile, un momento di approfondimento e dialogo sul ruolo e le attività del Terzo Settore in Italia.
Nel 1991 diventa consultore del Pontificio consiglio della giustizia e della pace. Nel 1999 viene ammesso alla New York Academy of Sciences. Un articolo apparso su Belfagor del 31 marzo 1996, firmato da Federico Varese, mostra come Stefano Zamagni fosse responsabile di più di un caso di plagio. Nel 2002 gli viene conferita la cittadinanza onoraria di Rosario (Argentina).
Nel 2007 il governo Prodi II lo nomina presidente dell'Agenzia per le Onlus, un ente governativo con funzioni di vigilanza e controllo, promozione, consulenza a Governo e Parlamento in materia di associazioni no profit. Ricopre il mandato dell'Agenzia (che nel frattempo ha cambiato nome in "per il terzo settore" ed è poi stata soppressa) con scadenza nel 2011. In quanto consultore del Pontificio consiglio della giustizia e della pace, fra il 2007 ed il 2009 è tra principali collaboratori di papa Benedetto XVI per la stesura del testo dell'Enciclica Caritas in veritate.
Il 9 novembre 2013 papa Francesco lo nomina membro ordinario della Pontificia accademia delle scienze sociali. Il 27 marzo 2019 lo stesso papa lo promuove presidente. Nell'aprile 2020 ha definito il predominio dell'ideologia neoliberista come la maggior minaccia alla stabilità economica dei Paesi occidentali, approfondendo la critica basata sulla dottrina sociale della Chiesa all'ideologia dei mercati deregolamentati. Inoltre è visiting professor all'Istituto Universitario Sophia di Loppiano.
E' intervenuto da remoto alla prima edizione di The Economy of Francesco ed era presente ad Assisi per la visita di Papa Francesco nel 2022.
Sposato con Vera Negri, ha due figlie e quattro nipoti.

### Insieme

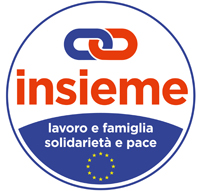
Logo di Insieme

A ottobre 2020 Zamagni è tra i promotori di un nuovo soggetto politico centrista e popolare di nome "Insieme", affiancato, tra gli altri, dall'ex senatore Ivo Tarolli e dall'ex sindacalista Raffaele Bonanni. Il 3 e 4 luglio 2021 Insieme tiene il suo primo congresso, durante il quale viene eletto il coordinamento nazionale composto da Giancarlo Infante, Eleonora Mosti e Maurizio Cotta. Zamagni diventa garante del partito. Il 13 luglio aderisce a Insieme Alessandra Ermellino, deputata eletta nel Movimento 5 Stelle e passata poi al misto nella componente di Centro Democratico. Alle elezioni politiche del 2022 il partito sostiene il Terzo Polo. Il 25 febbraio 2023 Insieme aderisce a Piattaforma popolare - Tempi nuovi lanciata anche da Giuseppe Fioroni e dai Popolari in Rete di Giuseppe De Mita.

## Pubblicazioni
- S. Zamagni, Microeconomic Theory, Oxford: Blackwell, 1987
- S. Zamagni (acd), Economia democrazia, istituzioni in una società in trasformazione, Bologna: Il Mulino, 1997
- S. Zamagni, F. Delbono, Microeconomia, Bologna: Il Mulino, 1997
- S. Zamagni (acd), Non profit come economia civile, Il Mulino: Bologna, 1998
- S. Zamagni, T. Cozzi, Istituzioni di Economia Politica. Un testo europeo, Bologna: II Mulino, 2002
- S. Zamagni, C. Vigna (acd), Multiculturalismo e identità, Milano: Vita e Pensiero, 2002
- S. Zamagni, P. Sacco (acd), Complessità relazionale e comportamento economico, Bologna: Il Mulino, 2002
- S. Zamagni (acd), Il non profit italiano al bivio, Milano: Egea, 2002
- S. Zamagni e L. Bruni, Economia Civile, Bologna, Il Mulino, 2004.
- S. Zamagni, E. Agliardi (acd), Time in Economic Theory, Aldershot: Elgar, 2004
- S. Zamagni, E. Screpanti, Profilo di storia del pensiero economico, Roma: Nuova Italia Scientifica 2004 (Ed. inglese An Outline of the Histhory of Economic Thought, Oxford: OUP, 2005)
- S. Zamagni,Per una nuova teoria economica della cooperazione, Bologna: Il Mulino, 2005
- S. Zamagni, P. Sacco (acd), Teoria economica e relazioni interpersonali, Bologna: Il Mulino, 2006
- S. Zamagni, L'economia del bene comune, Roma: Città Nuova, 2007
- S. Zamagni, La cooperazione, Bologna: Il Mulino, 2008
- S. Zamagni, R. Scazzieri, A. Sen, Markets, money and history. Essays in honor of Sir John Hicks, Cambridge (UK): Cambridge University Press, 2008
- S. Zamagni, L. Bruni, Dizionario di economia civile, Roma: Città Nuova, 2009
- S. Zamagni, Avarizia. La passione dell'avere. Bologna, Il Mulino, 2009. ISBN 978-88-15-13158-4.
- S. Zamagni, L. Bruni, L'economia civile. Un'altra idea di mercato., 2015, il Mulino, ISBN 978 88 15 25817 5
- S. Zamagni, "Prudenza" Bologna, Il Mulino, 2015
- S. Zamagni, "La cooperazione presentata ai millennials" Roma, Ecra, 2018. ISBN 978-88-65-58294-7
- S. Zamagni, "Banche di comunità. Cambiare senza tradire" Roma, Ecra, 2018. ISBN 978-88-65-58269-5
- S. Zamagni, L. Bruni, L. Becchetti "Economia Civile e sviluppo sostenibile" Roma, Ecra, 2019. ISBN 978-88-6558-321-0
- S. Zamagni, V. Negri Zamagni "Economia cooperativa, Paese civile" Roma, Ecra, 2019. ISBN 978-88-6558-307-4
- S. Zamagni, Disuguali. Politica, economia e comunità: un nuovo sguardo sull’ingiustizia sociale, Aboca edizioni, 2020 ISBN 9788855230698
- Ugo Biggeri, A. Bondi, Luigino Bruni, Rosy Bindi, Francesco Gesualdi, «Don Milani alle radici dell’economia alternativa», a cura di U. Biggeri e S. Siliani, Milano, 2024, Giangiacomo Feltrinelli Editore.